# Pizándaro
Pizándaro es una localidad del estado mexicano de Michoacán. Es parte del municipio de Buenavista.

## Demografía
| Gráfica de evolución demográfica |
|                                  |

| Censo | Población |
| ----- | --------- |
| 1940  | 26        |
| 1950  | 151       |
| 1960  | 983       |
| 1970  | 1 379     |
| 1980  | 1 216     |
| 1990  | 2 019     |
| 2000  | 1 818     |
| 2010  | 2 040     |
| 2020  | 1 910     |